# ان‌وای‌سی کاندوم
ان‌وای‌سی کاندوم (انگلیسی: NYC Condom) یک کاندوم مردانه است که توسط برنامه در دسترس بودن کاندوم نیویورک (NYCAP) اداره بهداشت و بهداشت روانی شهر نیویورک ارائه می‌شود. این برنامه محصولات رایگان ایمن تر جنسی (از جمله کاندوم مردانه، کاندوم داخلی (FC2) و روان‌کننده) را توزیع می‌کند.
کاندوم ان‌وای‌سی اولین کاندوم با مارک شهرداری در ایالات متحده است.